# 南叫
南 叫（みなみ さけび - ）は、日本の子役。
キリンプロ所属。埼玉県出身。

## 出演

### 映画
- 花より男子F（2008年6月28日）

### CM
- LION　クリニカ（2005年）
- HITACHI　Wooo（2006年）
- エポック社　ドラえもん うごく!おえかき（2007年）
- 花王　メリット（2008年）